# Palazzo dei Capitani del Popolo
Il Palazzo dei Capitani del Popolo è uno degli edifici storici più noti di Ascoli Piceno.

Con la sua torre medioevale merlata si eleva a fianco dello storico Caffè Meletti, nel cuore del centro cittadino, affacciato sul "salotto buono" di Piazza del Popolo.

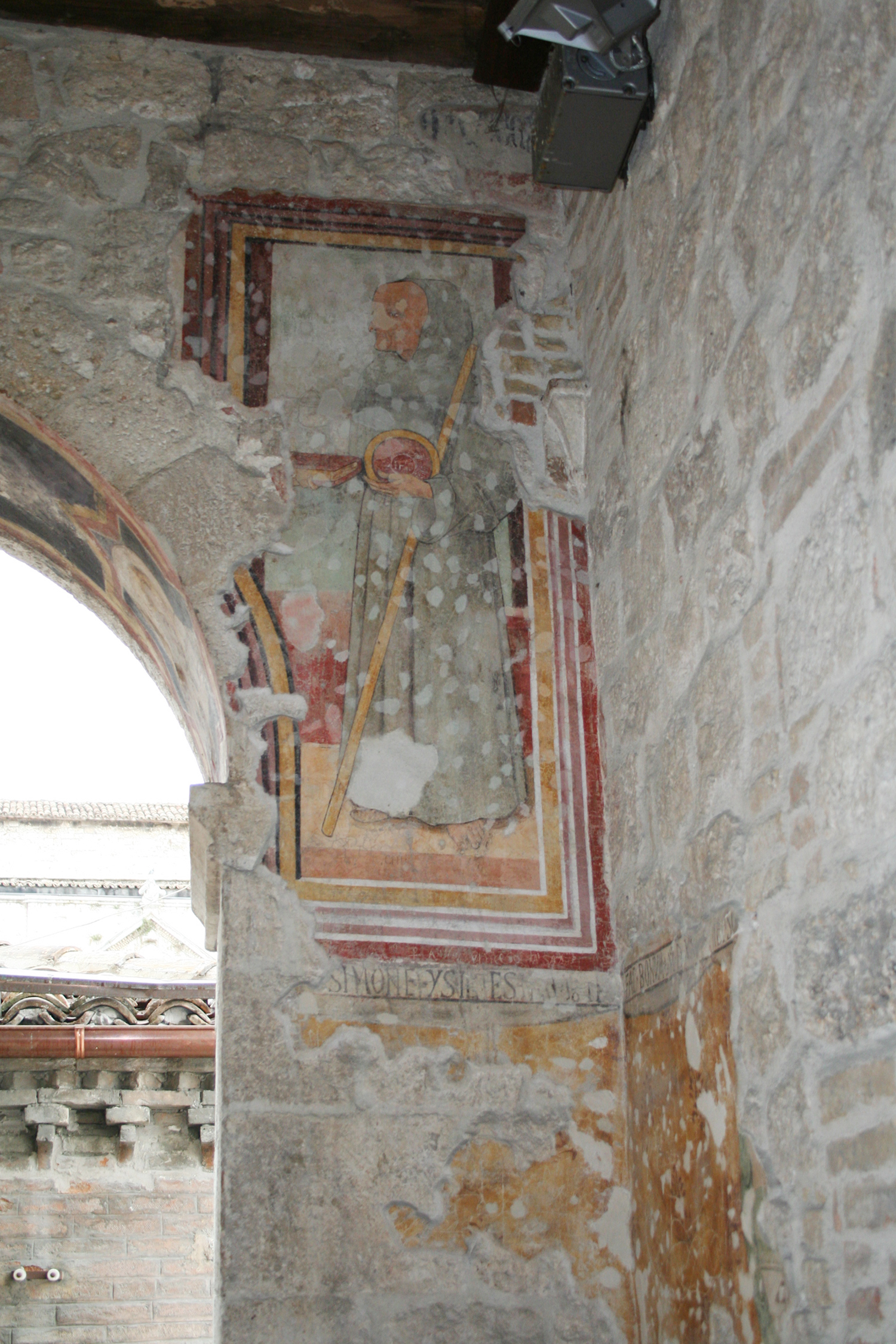
Affresco del 1490, posto sulla parete interna della loggetta di destra del palazzo, attribuito a Pietro Alemanno. Il dipinto ritrae san Giacomo della Marca ed i simboli che appartengono alla sua identificazione iconografica. Il santo francescano stringe nella mano sinistra il trigramma di Cristo e nella mano destra un libro, probabilmente la Sacra Bibbia, con appoggiata un'ampolla contenente il Sangue di Cristo.

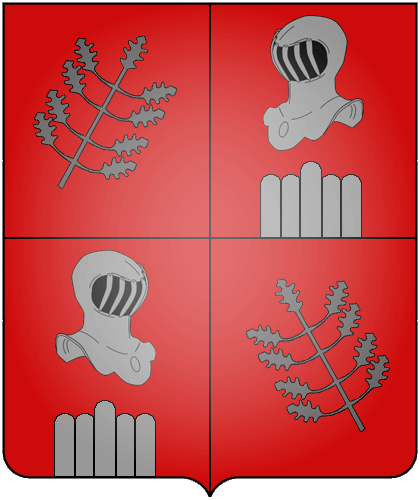
Stemma dei Guiderocchi, una delle nobili famiglie ascolane che assediarono il Palazzo dei Capitani nel 1535

## Storia
Le vicende di questo imponente palazzo, simbolo del potere politico, racchiudono gran parte delle fasi salienti della vita amministrativa, pubblica e sociale ascolana attraverso i secoli.
Fu eretto fra la metà del XIII ed il XIV secolo quando Ascoli raggiunse la sua massima espansione commerciale ed il Palazzo del Comune era diventato inadeguato per le nuove esigenze che si erano man mano costituite. Sul finire del XIII secolo fu la sede del Capitano del popolo, figura istituzionale delle amministrazioni locali di epoca medioevale, che rivestiva la carica di capo delle milizie ed esercitava il potere legislativo. In seguito, ospitò anche i Podestà che avevano i poteri esecutivi, giudiziari e di polizia. In alcuni documenti è definito come “Palactium Populi” ed individuato come la sede dei deputati dei ceti artigiani. Quando Ascoli divenne un libero comune la sua rappresentanza popolare divenne maggiore ed il palazzo fu individuato col nome di “Palactium Communis et Populi” o “Communis Antianorum”.
Nell'anno 1482 il Consiglio degli Anziani abbandonò la sede del Palazzo dell'Arengo ed avviò lavori di rinnovamento ed ampliamento del fabbricato. Questa nuova fase edilizia subì, tuttavia, un rallentamento per mancanza di fondi tra il 1484 ed il 1514, quando Ascoli si trovò impegnata a combattere la guerra contro la città di Fermo. Nel XVI secolo, tra il 1518 ed 1520, il palazzo si configurò nella sua forma attuale, al tempo dei papi Giulio II e Leone X che elargirono 1100 ducati per la realizzazione del prospetto posteriore.
Nel Natale del 1535 alcuni rivoltosi appartenenti alle nobili famiglie ascolane, Guiderocchi, Malaspina e Parisani, si asserragliarono all'interno del fabbricato rendendolo scenario di tragici eventi. L'allora commissario pontificio Giovan Battista Quieti fece appiccare il fuoco all'edificio, per porre fine alla rivolta. Il palazzo bruciò per due lunghe giornate. I danni furono incalcolabili e gli Anziani deliberarono i nuovi, necessari interventi di restauro. A questo evento seguì una nuova ristrutturazione nel 1536.
Nel 1564 divenne la sede dei Governatori Pontifici e gli Anziani, dopo una secolare permanenza, furono costretti ad abbandonarlo. I Legati di Roma vi rimasero fino al 1860. Nel 1866, con la Legge del 7 luglio, il complesso monumentale divenne proprietà dello Stato. Da allora il palazzo conobbe solo passaggi di proprietà, nell'anno 1875 passò dallo Stato alla Provincia e da questa, nel 1902, al Comune. Durante il ventennio mussoliniano fu sede del Partito Nazionale Fascista e fu chiamato “Casa del Littorio”, in seguito fu sede del Comando di Liberazione.
Nel 1968 sono stati eseguiti gli interventi di riconsolidamento condotti dalla Soprintendenza per i Beni ambientali e Architettonici delle Marche. Fra il 1980 e il 1987, è stato completato il progetto per il recupero dell'intero complesso. 
Attualmente, il palazzo è adibito a sede dell'Assessorato alla Cultura e, nella Sala della Ragione, che occupa parte dell'ultimo piano, si tengono le riunioni del Consiglio Comunale di Ascoli Piceno. I restanti ambienti dell'edificio sono destinati ad ospitare mostre temporanee.

### Epigrafia
Il Palazzo dei Capitani del Popolo è stato definito come: «un gran libro di pietra» per le oltre trenta iscrizioni alcune con date ed armi araldiche che sono state dipinte e scolpite, da ignoti artisti e lapicidi, su molti conci di travertino murati nelle pareti interne ed esterne dell'edificio. I blocchi epigrafati sono elementi architettonici decorativi e rappresentano la memoria storica che, ancora ai nostri giorni, si mostra come una tangibile testimonianza dell'uso medievale di mettere in opera e reimpiegare le pietre con incisioni al fine di conservare e tramandare gli eventi, i nomi degli artisti, dei notabili, dei pretori, dei podestà, dei delegati apostolici e dei governatori che hanno ricoperto cariche pubbliche o che hanno interagito e vissuto nella città. 
Le iscrizioni sono tutte riferibili al periodo che va dal XIV al XVII secolo e permettono di disporre cronologicamente le vicissitudini della vita cittadina dalla fine dell'età comunale fino ad arrivare alla dominazione pontificia.
Tra le più note, incisa con le lettere capitali, distribuite sull'architrave di una finestra del secondo piano, vi è quella che recita:
Un'altra si legge alla base del monumento dedicato a papa Paolo III. È scolpita nel cartiglio (130,8 × 117 cm) con lettere capitali che variano in altezza tra i 10,6 e gli 8 cm.
Nel cartiglio murato nello spazio che sovrasta la cornice dell'ultimo piano, a fianco del piccolo balcone dell'angolo sud-est, corrono incise lettere capitali per l'epigrafe dedicata a papa Pio V Ghisleri.
Nella porzione inferiore del medesimo balconcino sud-est vi è il blocco con le parole in lettere capitali riferite a Ranuccio Farnese, fratello del cardinale Alessandro Farnese, Legato di Ascoli nell'anno 1546, e nipote del papa Paolo III.
In un altro elemento lapideo, di dimensioni 50 × 20 cm, ritenuto da Gaetano Frascarelli come la pietra di reimpiego della soglia di una finestra, murato vicino al balconcino sud-est, con lettere da 50 a 86 mm, vi è l'iscrizione che ricorda il governatore Codebò:
Al di sotto del balconcino nord-est, con lettere capitali, vi è il concio di travertino con un'altra epigrafe dedicata al cardinale Alessandro Farnese.

Nella facciata posteriore vi è l'iscrizione dedicata a Cola d'Amatrice.
Il testo dell'epigrafe dedicata Iacopo Forteguerri corre su tre righe ed è interrotta dalle figure araldiche di tre stemmi che evidenziano l'appartenenza dello stesso all'omonima famiglia pistoiese ed al partito guelfo.  
Le lettere variano in altezza tra 3,7 e 4 cm. Si leggono in alfabeto gotico minuscolo su un lungo blocco di travertino che misura 226 × 50 cm, murato a destra del portale principale. Il concio monolitico mostra alle estremità il rilievo di due scudi gemelli ed uno stemma nobiliare centrale caricato di un elmo chiuso di profilo.
Sulla parete nord del cortile interno vi è l'iscrizione datata 1587 che cita papa Sisto V
e il governatore di Ascoli 1585 Marsilio Landriani, dottore «in utroque iure» e vescovo della chiesa cattolica

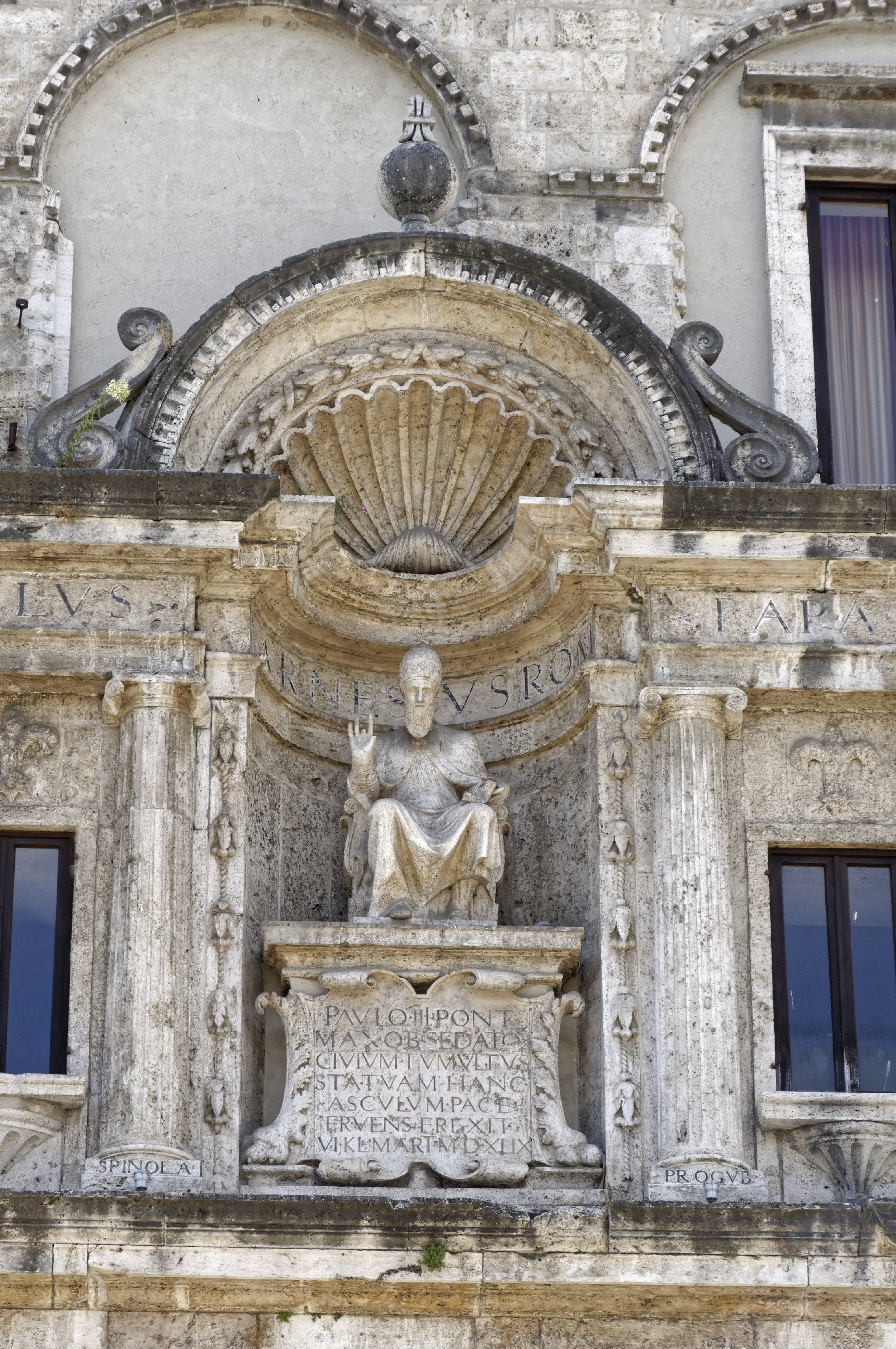
Iscrizione a papa Paolo III.
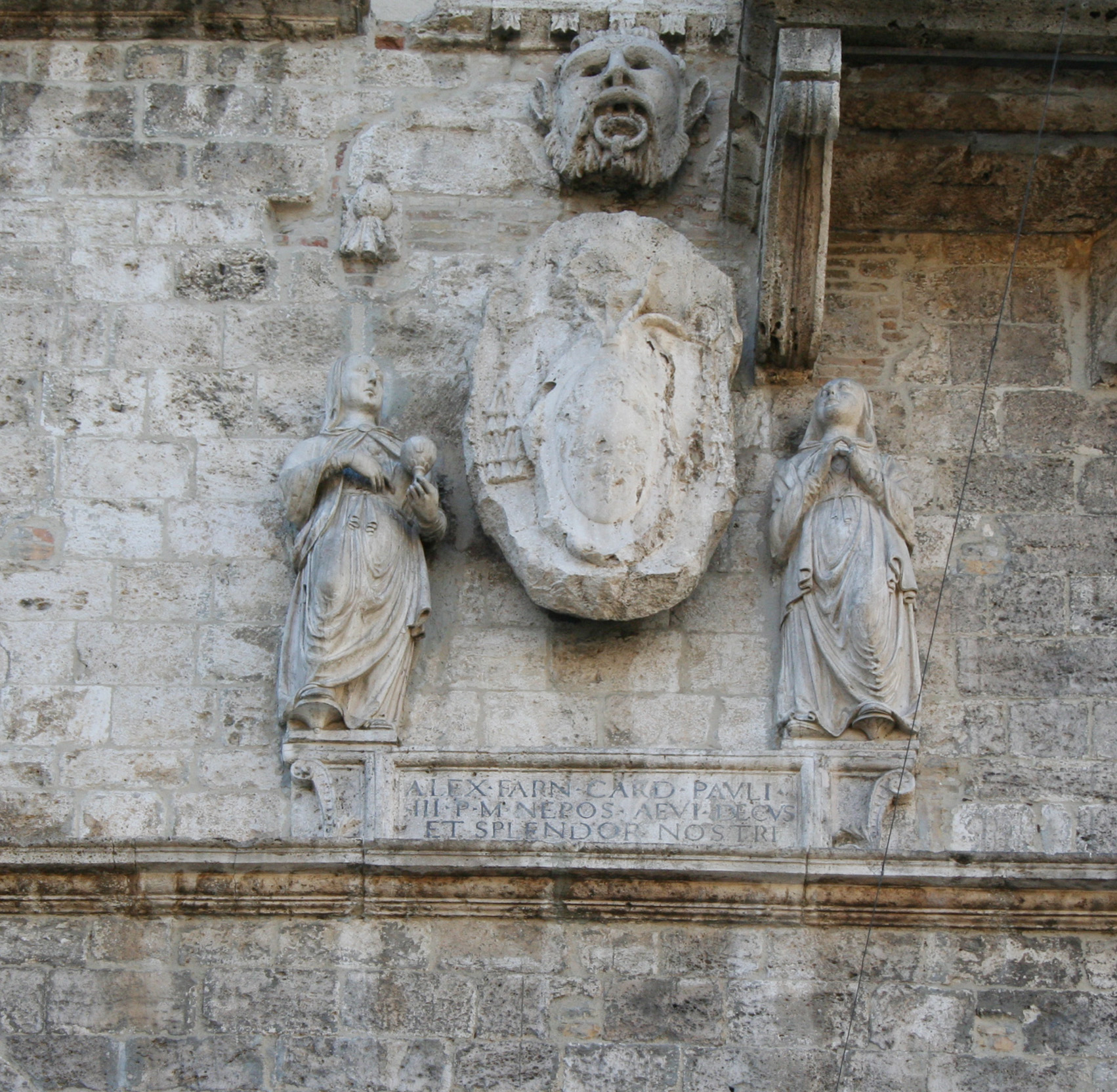
Epigrafe dedicata ad Alessandro Farnese, cardinale e nipote di papa Paolo III.
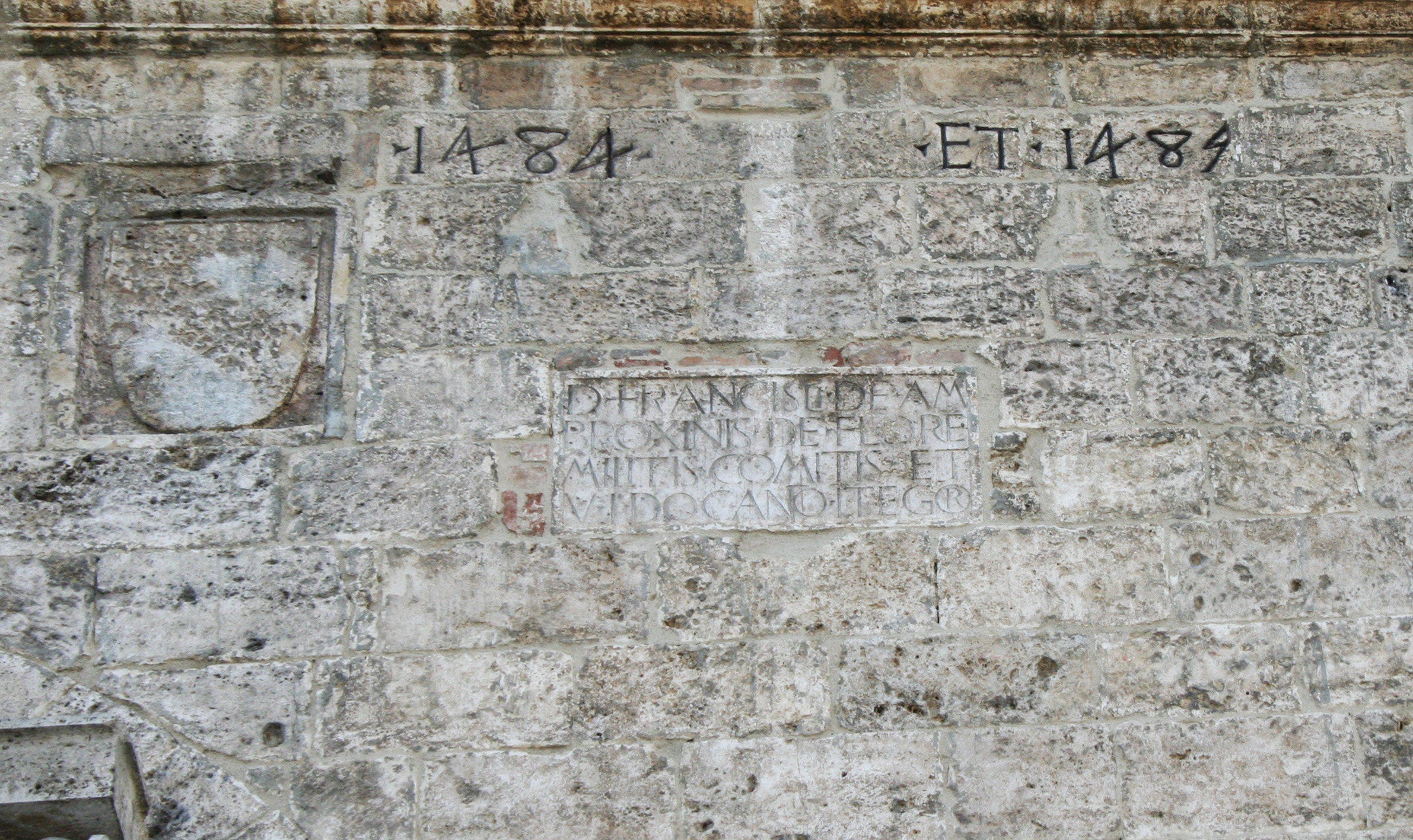
Date 1484 ET 1489.
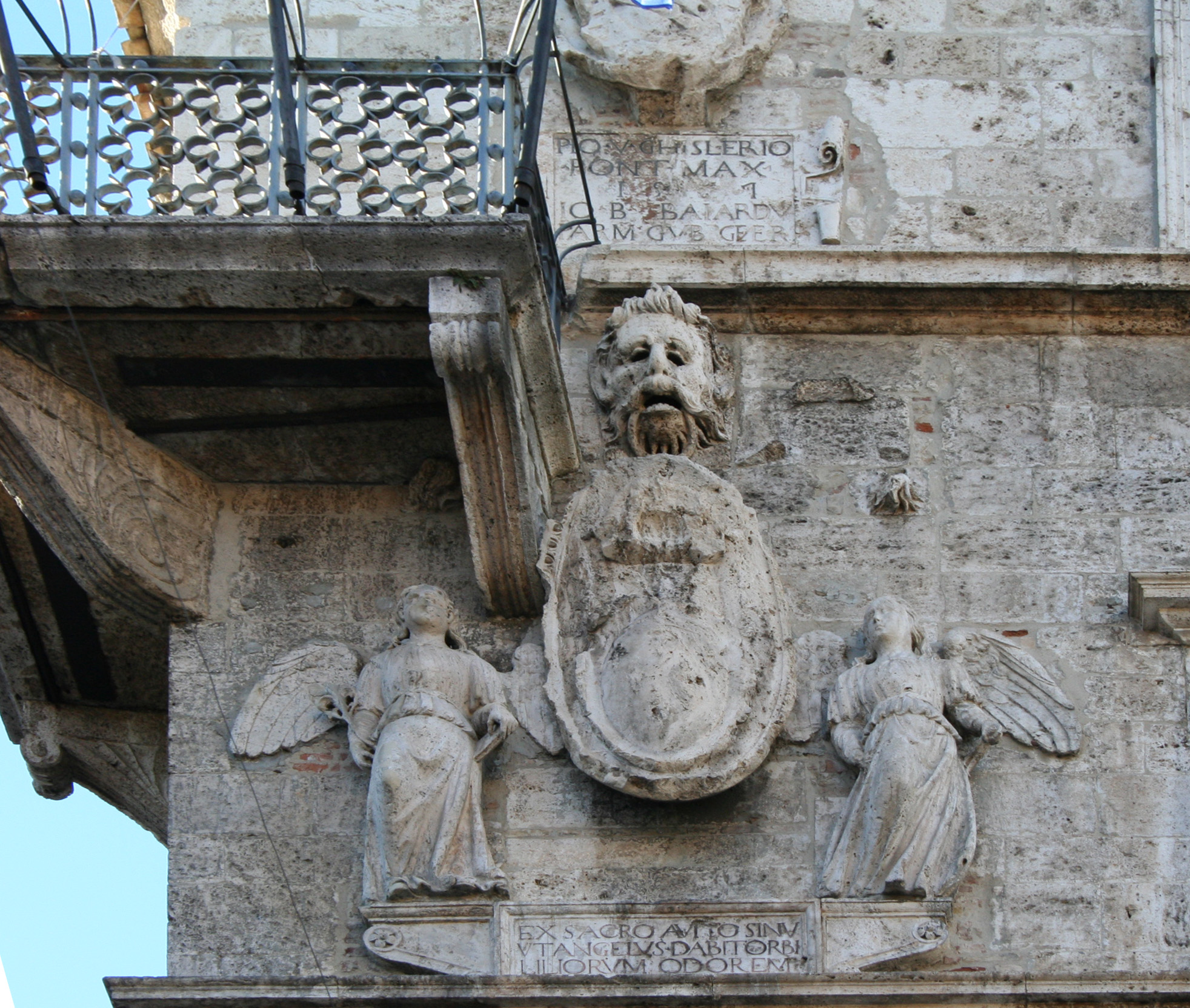
Epigrafi riferite Ranuccio Farnese e papa Pio V.
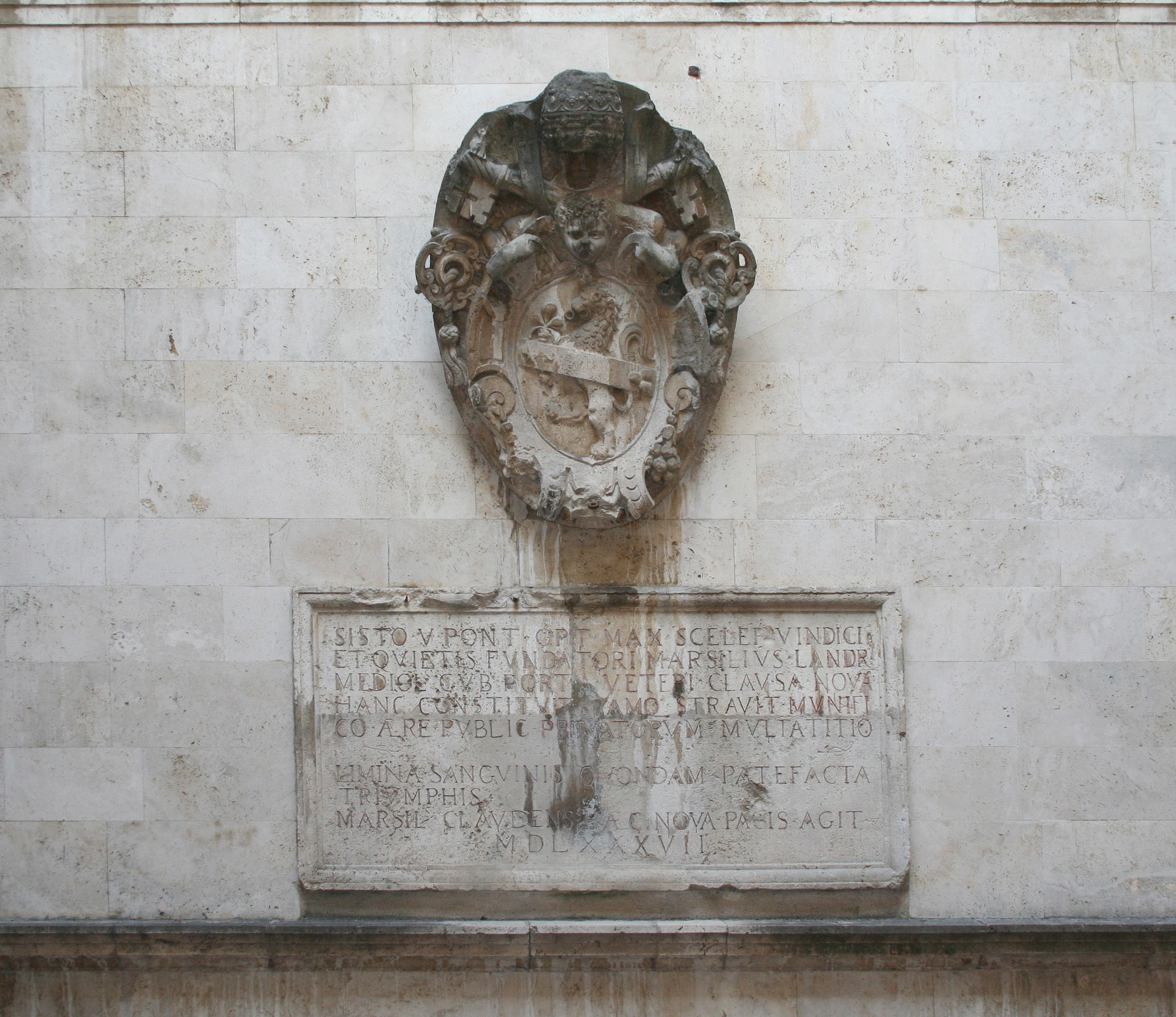
Iscrizione a papa Sisto V.
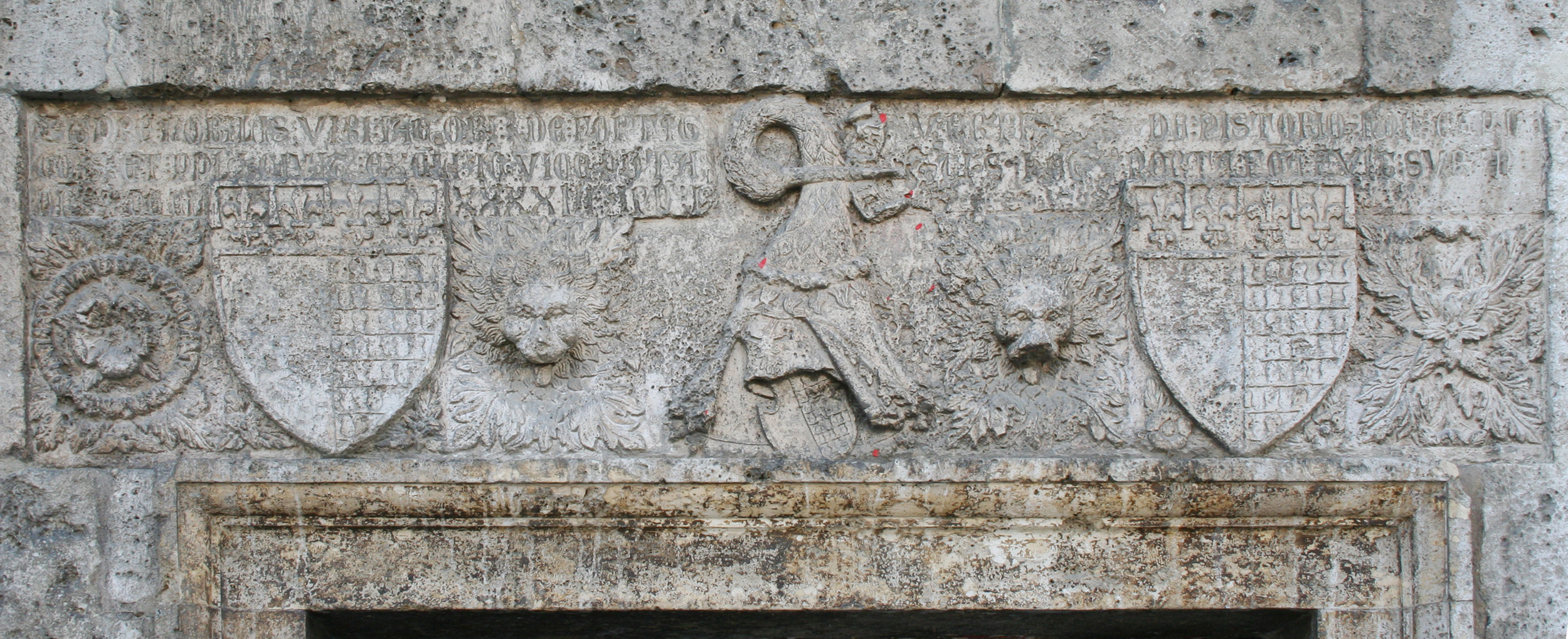
Architrave dell'ingresso alle prigioni epigrafato con fregi e simboli araldici. Cita il nome di Iacopo Forteguerri e la data 1587.

## Architettura

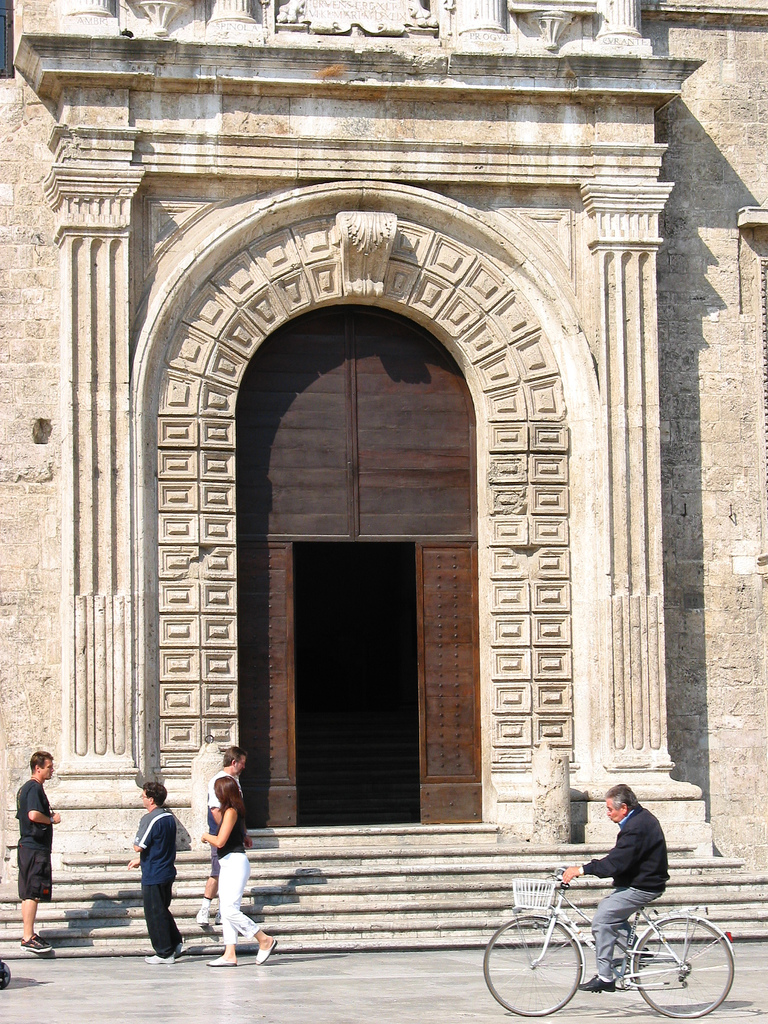
Il portale.

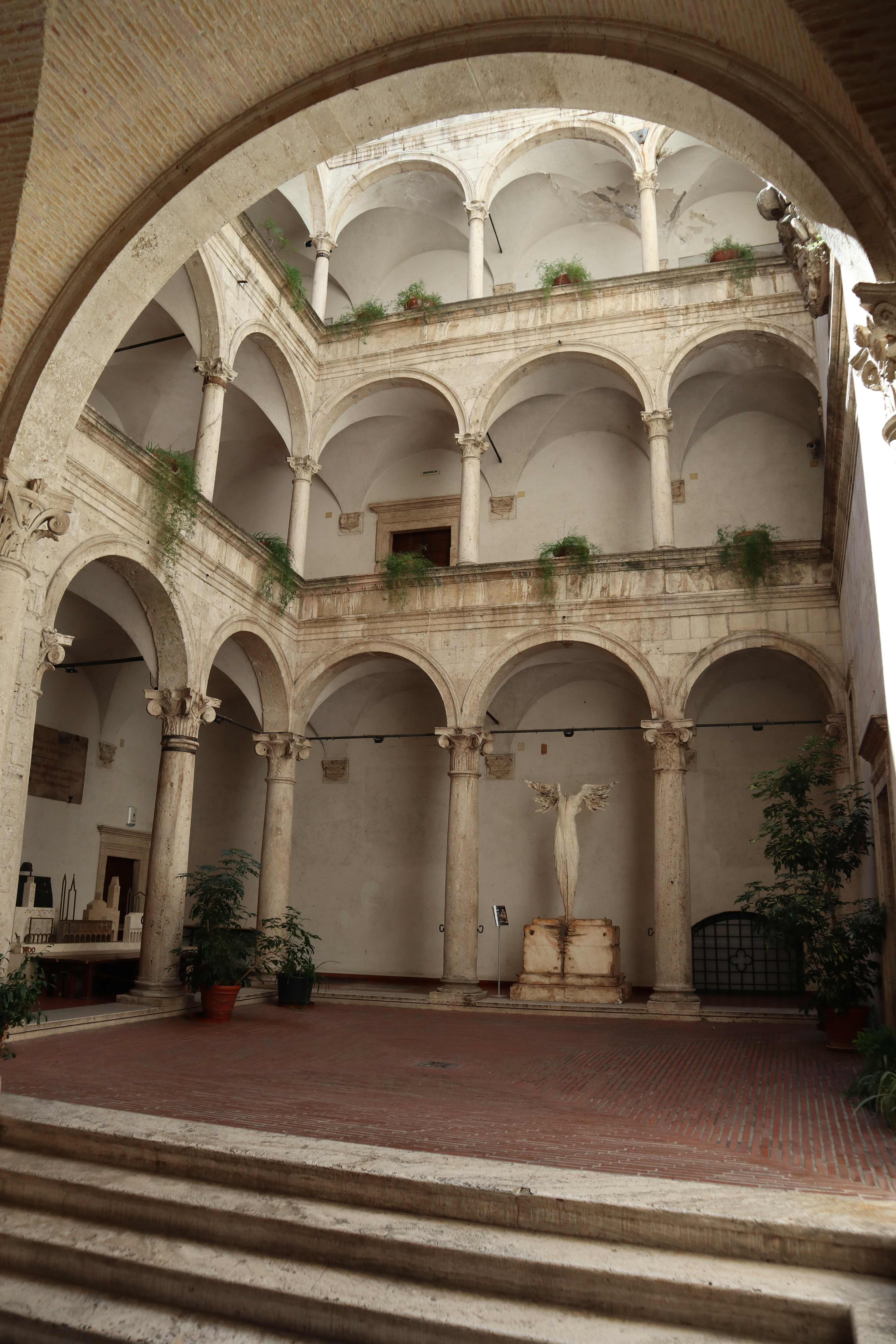
Il cortile interno.

Il palazzo non fu costruito ex novo, ma si preferì accorpare «almeno due edifici risalenti al XII secolo come testimonia la torre gentilizia incorporata», Le costruzioni, che insistevano su fabbriche di epoca romana,furono assemblate tra loro con la realizzazione di un'unica nuova facciata che avanzò di qualche metro verso la pavimentazione della piazza. 
Come molti grandi complessi monumentali anche questo fabbricato è stato sottoposto a vari interventi edilizi che hanno generato l’accostamento di archi, loggette e frontoni. Nella porzione centrale della facciata si apre l’importante portale eseguito da Lazzaro di Francesco detto il Ferrone, sormontato dal monumento dedicato a papa Paolo III. Ai fianchi del principale varco d’ingresso vi sono due bassi arconi sormontati da due loggette con bifore risalenti al XV secolo. La porzione più alta del prospetto si connota per la presenza delle 7 finestre del XVI secolo e per i due balconcini angolari disposti su jeans di Ascoli Piceno città d'arte. A destra del portale vi è un blocco di travertino, probabilmente l’antico architrave dell’ingresso alle prigioni, sul quale è scalpellata una lunga epigrafe corredata da fregi e simboli araldici. La lettura dell'iscrizione documenta che nel 1393 le attribuzioni del Capitano del popolo e del Podestà fossero concentrate in un'unica persona. 
Nell'anno 1482 furono avviati lavori di rinnovamento ed ampliamento del fabbricato con l'allungamento di 6 metri del lato sud, la costruzione di nuove volte ed il restauro del terzo piano utilizzato come dimora del Capitano.
Nel XVI secolo il palazzo si configurò nella sua forma attuale. Il Consiglio Generale deliberò nel 1518 la sistemazione della facciata posteriore su via del Trivio per uniformare le diversità delle strutture edilizie. I papi Giulio II e Leone X elargirono 1100 ducati per la realizzazione del nuovo prospetto. L'opera fu affidata a «Simon Mucciarelle, Ser Jacobus Cornillis e Magister Cola de Amatrice». L'incarico fu portato a termine da Cola dell'Amatrice che, tra il 1518 e il 1520, ideò il disegno della facciata posteriore caratterizzata dai portali in travertino e dalle finestre aggettanti, e da Cornili come si apprende dalle iscrizioni incise nel secondo e nel terzo soffitto. Le opere murarie furono eseguite dai soci ed imprenditori comaschi Giovanni di Guglielmo detto Bozo, scalpellino, ed Antonio Bellicino, muratore.
A seguito dell'incendio del 1535, negli anni compresi tra il 1549 ed il 1551, Camillo Merli si occupò di un nuovo intervento edilizio e disegnò e costruì, all'interno del palazzo, lo scalone ed il cortile di gusto rinascimentale del vano centrale elevando con 3 ordini di loggiati sovrapposti, sostenuti da eleganti colonne in travertino.
Nel 1546, Lazzaro di Francesco, detto Ferrone, insieme con alcuni maestri lombardi terminò il portale principale. Tra il 1547 ed il 1549 vi fu una nuova configurazione della facciata principale con l’aggiunta del monumento dedicato a papa Paolo III che gli ascolani eressero in segno di riconoscenza al pontefice che aveva ristabilito la pace interna e restituito alla giurisdizione della città 11 castelli.
L’effigie fu scolpita dal maestro fiorentino Simone Cioli.
Alla base della statua si legge l’epigrafe: «PAVLO III PONT. MAX OB SADATOS CIVIVM TVMVLTVS STATVAM HANC ASCVLUM PACE FRVENS EREXIT KAL.MARTI MDXLIX»
Negli anni compresi tra il 1549 ed il 1551, Camillo Merli si occupò di un nuovo intervento edilizio e disegnò e costruì, all'interno del palazzo, lo scalone ed il cortile di gusto rinascimentale del vano centrale elevando 3 ordini di loggiati sovrapposti, sostenuti da eleganti colonne in travertino.

### La torre
A sinistra del prospetto principale si evidenzia la torre gentilizia del XIII secolo riadattata a campanile. Il manufatto si eleva da una pianta quadrata e presenta monofore in asse, cornici marcapiano, merlatura e cuspide.
Nella porzione della sommità della costruzione sono presenti due campane. Antonio Rodilossi le descrive e le indica di diversa grandezza. La maggiore ha il nome di Pacifica ed è stata rifusa nell'anno 1547 dal maestro Giovanni Antonio di Pietro da Cremona. Nella porzione più alta ed esterna della campana vi è un'iscrizione in lode ed onore della Vergine e Cristo Re, mentre nella parte inferiore si trovano modellate le figure di sant'Emidio, gli stemmi di Paolo III e i sei gigli della famiglia Farnese. L'altra, più piccola, fu furtivamente portata via dalla città di Fermo dagli ascolani.

### L'interno
All'interno del palazzo vi sono: la Sala della Ragione, la Sala dei Savi, la Sala degli Stemmi, la Sala Massy, due gallerie espositive ed un chiostro.

#### Sala della Ragione
Questa sala è l'ampio spazio dell'ala nord del palazzo che fu la sede del Consiglio dei Cento, nella quale dal 1987 si riunisce il Consiglio Comunale della città. Fu rinnovata nel 1482 e nella nicchia, della parete nord, è ancora visibile l'affresco del XV secolo che alcuni attribuiscono a Pietro Alemanno.
Nel cartiglio superiore si trova la data 24 febbraio 1484, data di esecuzione, e il nome di sei Anziani coevi. Nel cartiglio inferiore si legge: Odi la parte et l'occhio a la ragione deriza e se me voli in libertate manten te in caritate et unione.

Nel suo controsoffitto furono messi dodici pannelli dipinti su legno nei secoli XVIII e XIX.

#### Sala degli Stemmi
Al terzo piano c'è la Sala degli Stemmi, che prende il nome dalla fascia affrescata che corre lungo le quattro pareti.
I dipinti riproducono emblemi e stemmi gentilizi, corredati dei nomi e dall'indicazione degli anni di servizio di molti Governatori pontifici dell'Ottocento.

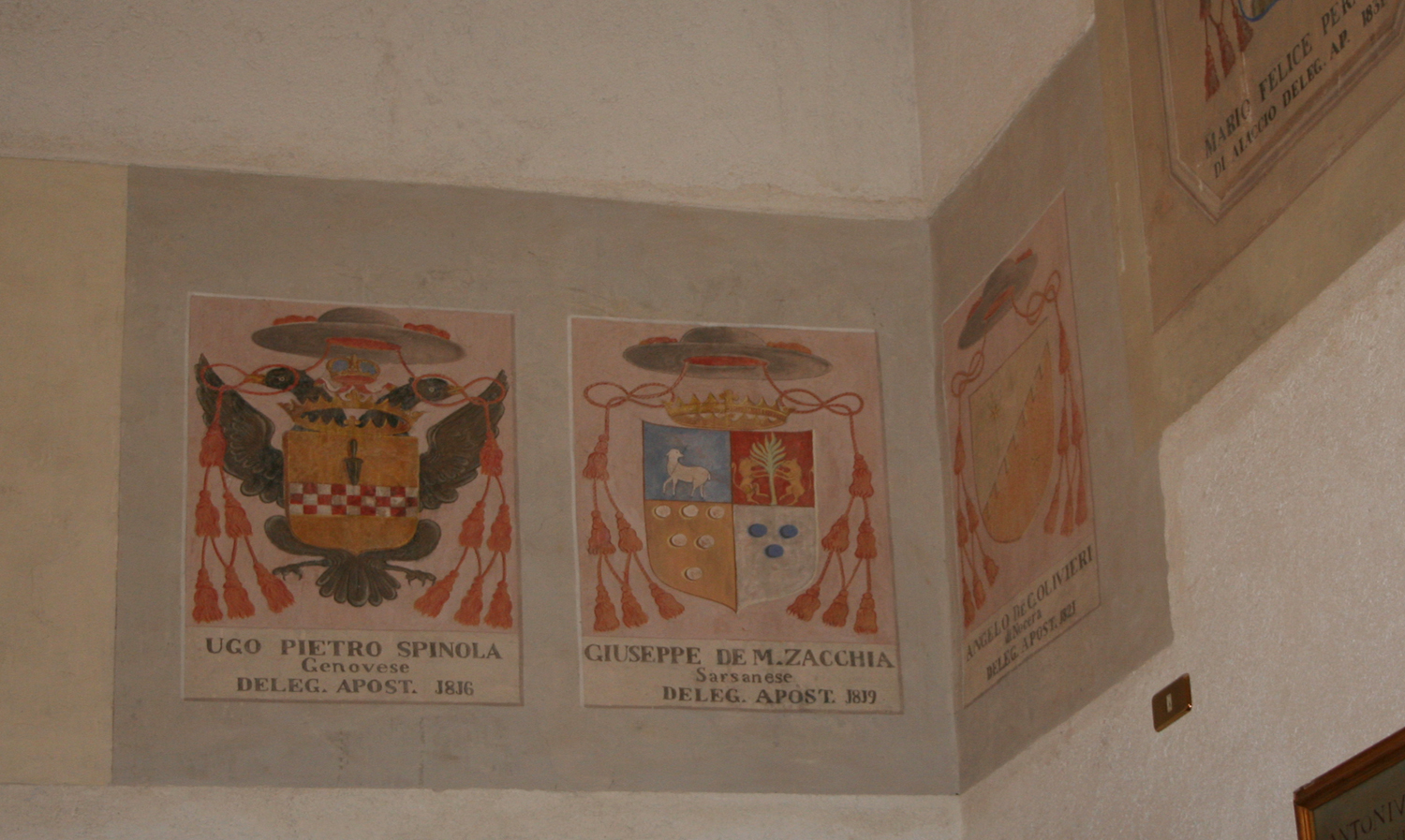
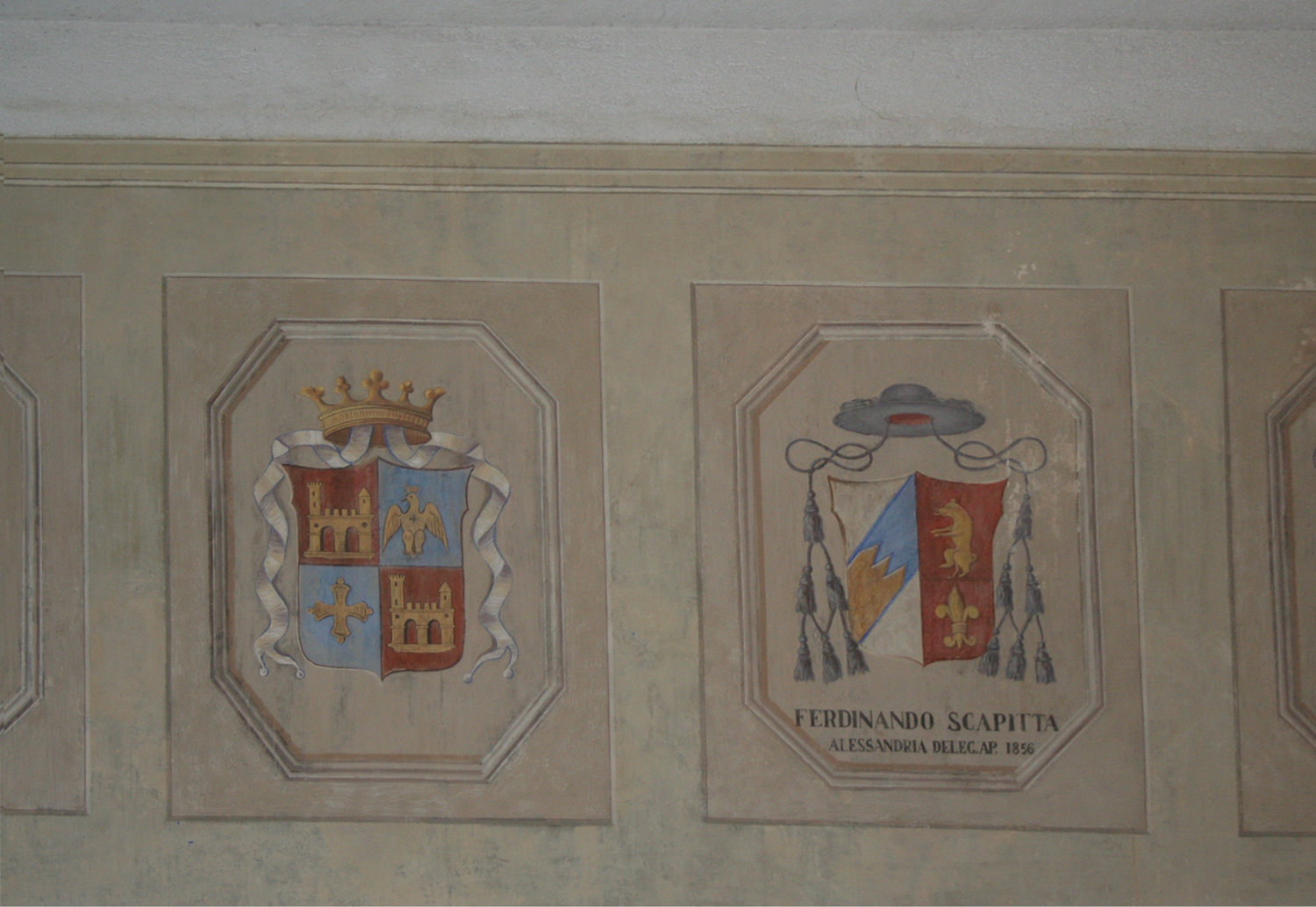
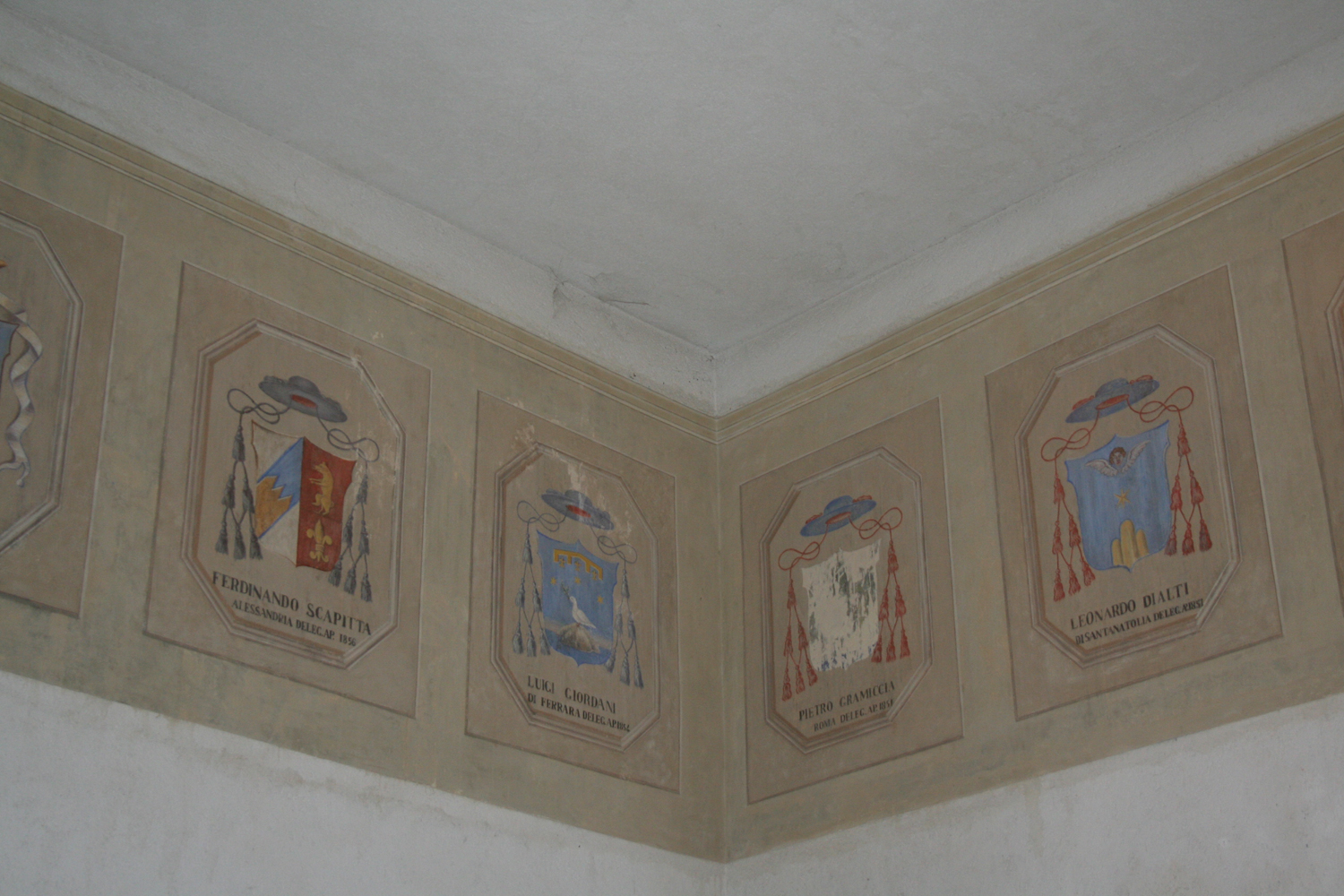

#### Sala dei Savi
Detta anche Sala inferiore, fu ristrutturata ed arredata e dall'architetto Vicenzo Pilotti nel 1938.

## Area archeologica
L'area archeologica interna si apre nello spazio del piano terreno del palazzo. Si visita seguendo un percorso costituito da una passerella che ricalca il perimetro degli scavi e che consente di vedere l'insieme delle strutture di ambienti sovrapposti, risalenti al periodo repubblicano, all'era imperiale e all'epoca medievale.

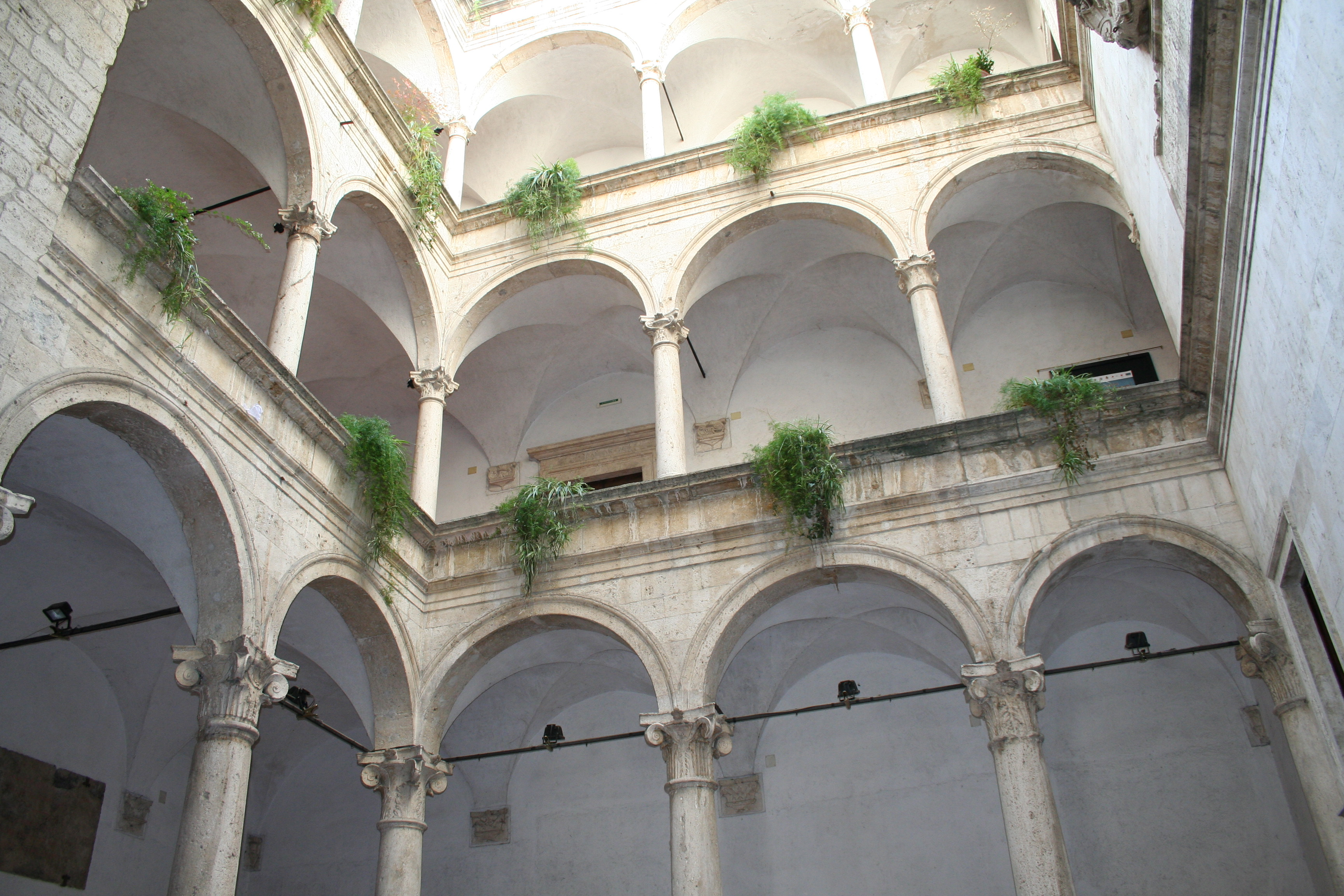
Cortile interno
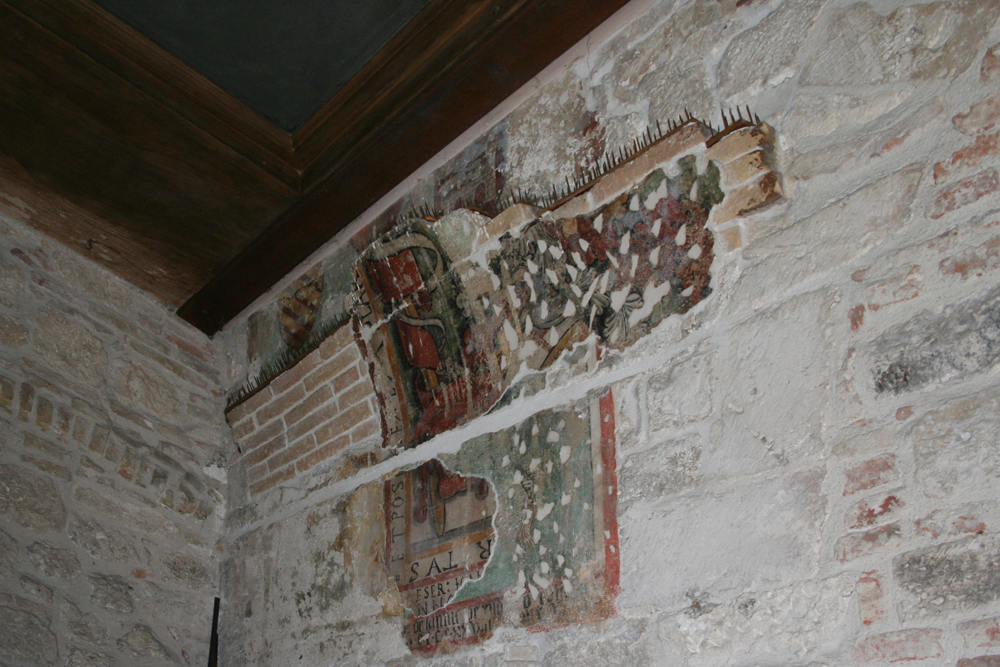
Tracce di affreschi sulla parete della loggetta
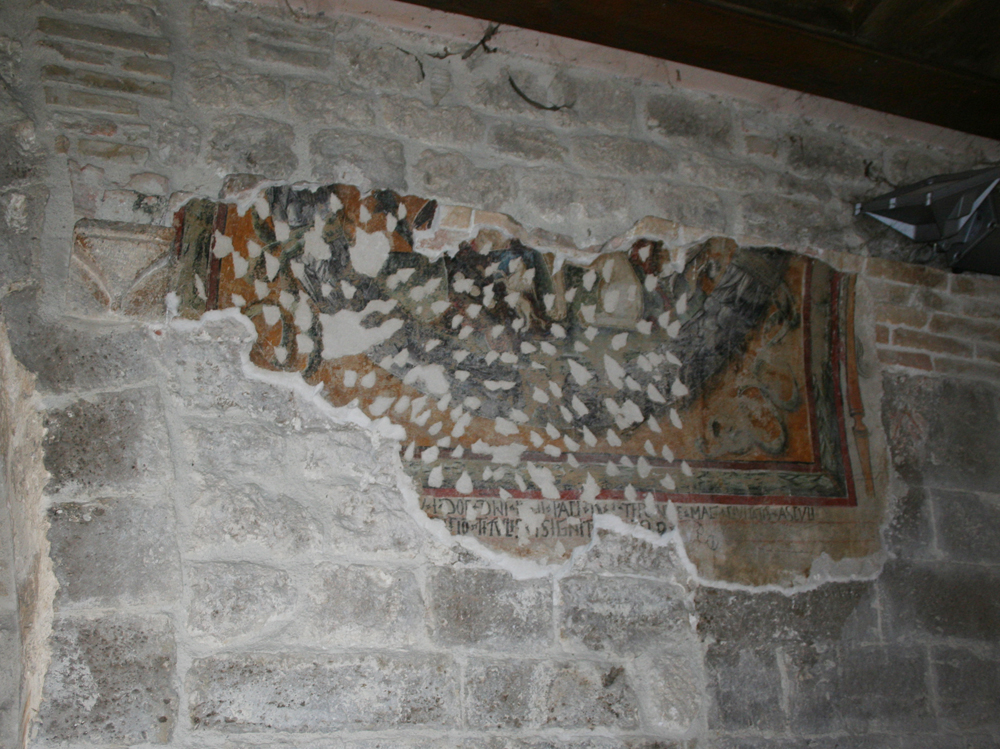
Tracce di affreschi sulla parete della loggetta
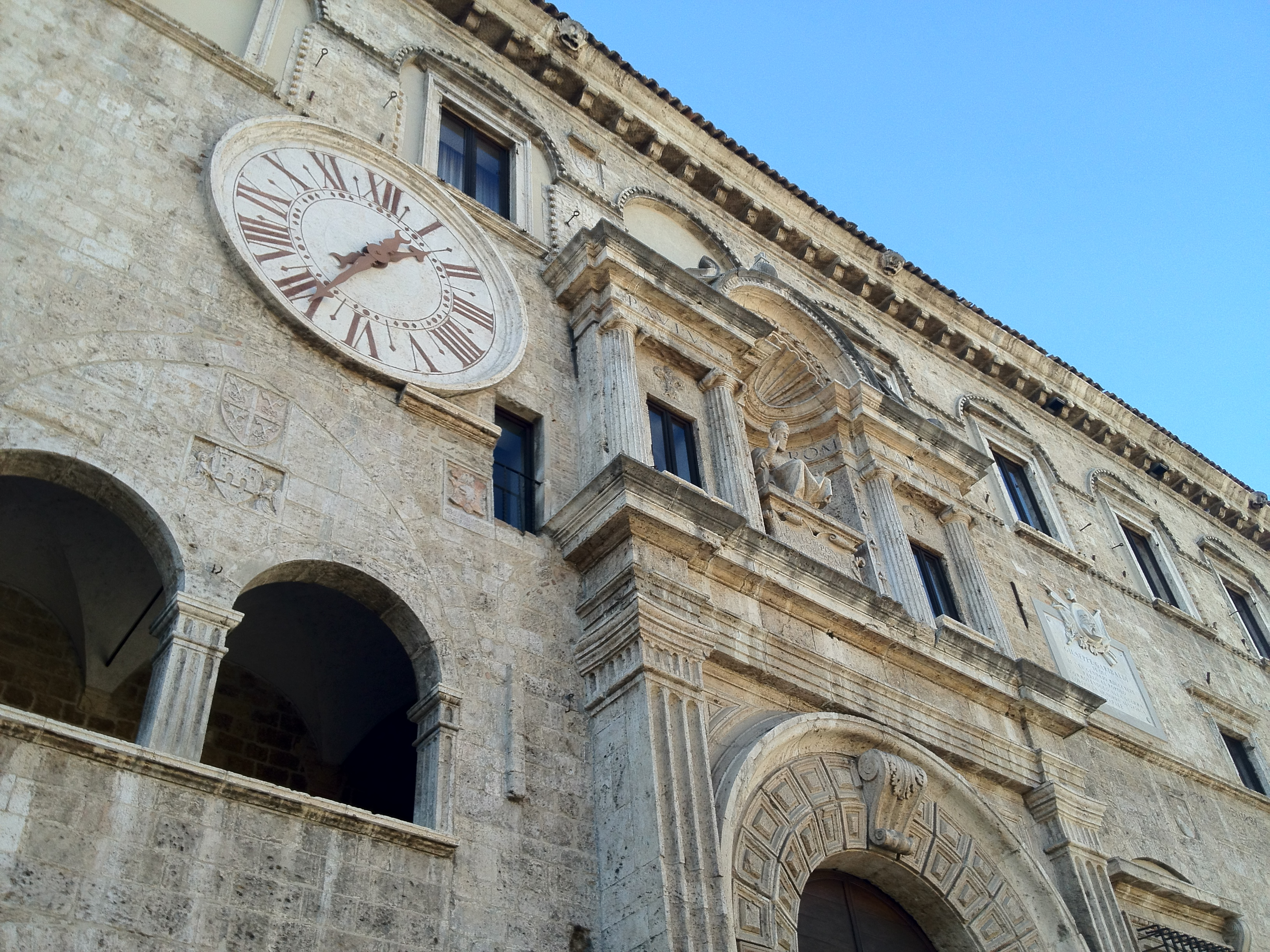
Facciata esterna